# Flora Compendiada de Madrid y su Provincia
Flora Compendiada de Madrid y su Provincia (abreviado Fl. Comp. Madrid) es un libro con ilustraciones y descripciones botánicas que fue escrito por el botánico español Vicente Cutanda y Jarauta y publicado en Madrid en el año 1861 con el nombre de Flora compendiada de Madrid y su provincia  o descripción sucinta de las plantas vasculares que espontáneamente crecen en este territorio.